# 岡本隆司
岡本 隆司（おかもと たかし、1965年（昭和40年）12月13日 - ）は、日本の歴史学者。
専門は中国近代史、東アジア国際関係史。博士（文学）（京都大学・論文博士・1996年）。早稲田大学教授・京都府立大学名誉教授。

## 経歴
京都市生まれ。1988年神戸大学文学部卒業。1993年京都大学大学院文学研究科博士課程満期退学。1996年「清末洋関の起源」で京都大学より博士（文学）の学位を取得。
1994年、宮崎大学教育学部の講師となり、後に助教授。その後京都府立大学文学部助教授、2007年より准教授、2016年より教授。2024年より早稲田大学教育・総合科学学術院教授。

## 受賞・栄典
- 2000年（平成12年）：大平正芳記念賞 - 著書『近代中国と海関』に対して。
- 2005年（平成17年）：サントリー学芸賞（政治・経済部門）- 著書『属国と自主のあいだ』に対して。
- 2017年（平成29年）：アジア・太平洋賞特別賞 - 著書『中国の誕生』に対して[4]。
- 2017年（平成29年）：樫山純三賞 - 著書『中国の誕生』に対して[4]。
- 2025年（令和7年）：紫綬褒章[5]

## 著作

### 単著
- 『近代中国と海関』名古屋大学出版会、1999年。ISBN 978-4-8158-0357-5。
- 『属国と自主のあいだ　近代清韓関係と東アジアの命運』名古屋大学出版会、2004年。ISBN 4-8158-0494-X。
  - 中国語版『属国与自主之间 近代中朝关系与东亚的命运』（生活·读书·新知三联书店、2012年）
- 『馬建忠の中国近代』京都大学学術出版会、2007年。ISBN 978-4-87698-729-0。
- 『世界のなかの日清韓関係史　交隣と属国、自主と独立』講談社〈講談社選書メチエ〉、2008年。ISBN 978-4062584203。
  - 英文版『世界のなかの日清韓関係史　交隣と属国、自主と独立』日本国際問題研究所訳、出版文化産業振興財団、2022年。ISBN 4866582421
- 『中国「反日」の源流』講談社選書メチエ、2011年。ISBN 978-4-06-258490-6。
  - 『増補 中国「反日」の源流』筑摩書房〈ちくま学芸文庫〉、2019年。ISBN 978-4480099273。
- 『李鴻章―東アジアの近代』岩波書店〈岩波新書〉、2011年11月。ISBN 9784004313403。全国書誌番号:22027605。[注 1]
- 『ラザフォード・オルコック 東アジアと大英帝国』ウェッジ〈ウェッジ選書〉、2012年。ISBN 978-4-86310-096-1。
- 『近代中国史』筑摩書房〈ちくま新書〉、2013年。ISBN 978-4-480-06724-1。
- 『袁世凱　現代中国の出発』岩波書店〈岩波新書〉、2015年7月。ISBN 9784004315315。全国書誌番号:22549792。
- 『日中関係史 「政冷経熱」の千五百年』PHP研究所〈PHP新書〉、2015年。ISBN 978-4569826523。
- 『中国の誕生 東アジアの近代外交と国家形成』名古屋大学出版会、2017年。ISBN 978-4815808600。
- 『清朝の興亡と中華のゆくえ 朝鮮出兵から日露戦争へ 叢書「東アジアの近現代史」第1巻』講談社、2017年。ISBN 978-4062204866。
- 『世界史序説　アジア史から一望する』筑摩書房〈ちくま新書〉、2018年。ISBN 978-4480071552。
  - 英文版『世界史序説　アジア史から一望する』ハウス・マイケル訳、出版文化産業振興財団、2022年。ISBN 4866582200
- 『近代日本の中国観　石橋湛山・内藤湖南から谷川道雄まで』講談社選書メチエ、2018年。ISBN 978-4065123522。
- 『歴史で読む中国の不可解』日本経済新聞出版社〈日経プレミアシリーズ新書〉、2018年。ISBN 978-4532263874。
- 『腐敗と格差の中国史』NHK出版〈NHK出版新書〉、2019年。ISBN 978-4140885833。
- 『世界史とつなげて学ぶ 中国全史』東洋経済新報社、2019年。ISBN 978-4492062128。
- 『君主号の世界史』新潮社〈新潮新書〉、2019年。ISBN 978-4106108327。
- 『東アジアの論理　日中韓の歴史から読み解く』中央公論新社〈中公新書〉、2020年。ISBN 978-4121025869。
- 『「中国」の形成　現代への展望　シリーズ中国の歴史⑤』岩波書店〈岩波新書〉、2020年。ISBN 9784004318088。全国書誌番号:23418015。
- 『教養としての「中国史」の読み方』PHP、2020年。ISBN 978-4569847221。
- 『中国史とつなげて学ぶ日本全史』東洋経済新報社、2021年。ISBN 978-4492062180。
- 『明代とは何か 「危機」の世界史と東アジア』名古屋大学出版会、2022年。ISBN 978-4815810863。
- 『曾国藩 「英雄」と中国史』岩波書店〈岩波新書〉、2022年7月。ISBN 9784004319368。
- 『悪党たちの中華帝国』新潮社〈新潮選書〉、2022年8月。ISBN 978-4106038884。
- 『物語 江南の歴史 もうひとつの中国史』中央公論新社〈中公新書〉、2023年11月。ISBN 978-4121027801。
- 『倭寇とは何か 中華を揺さぶる「海賊」の正体』新潮社〈新潮選書〉、2025年2月。ISBN 978-4106039225。
- 『二十四史―『史記』に始まる中国の正史』中央公論新社〈中公新書 2852〉、2025年4月25日。ISBN 978-4-12-102852-5。（電子版あり）

### 共著
- 田中仁ほか『新・図説　中国近現代史　日中新時代の見取図』法律文化社、2012年。ISBN 978-4-589-03391-8。
- 箱田恵子、青山治世 共著『出使日記の時代　清末の中国と外交』名古屋大学出版会、2014年。ISBN 978-4-8158-0778-8。
- 鈴木董 共著『歴史とはなにか　新しい「世界史」を求めて』山川出版社、2021年。ISBN 978-4-634-15185-7。
- 飯田洋介・後藤春美 共著『国際平和を歴史的に考える』「いまを知る、現代を考える 山川歴史講座1」山川出版社、2022年12月
- 君塚直隆 共著『帝国で読み解く近現代史』中公新書ラクレ、2024年12月

### 編著・共編著
- 編著『中国経済史』名古屋大学出版会、2013年11月。ISBN 978-4-81-580751-1。
- 川島真 編『中国近代外交の胎動』東京大学出版会、2009年4月。ISBN 978-4-13-021073-7。
- 編著『宗主権の世界史　東西アジアの近代と翻訳概念』名古屋大学出版会、2014年。ISBN 978-4-8158-0787-0。
- 東洋文庫監修『G・E・モリソンと近代東アジア　東洋学の形成と東洋文庫の蔵書』勉誠出版、2017年
- 斯波義信共編『モリソンパンフレットの世界 改訂増補』東洋文庫、2017年
- 箱田恵子共編『ハンドブック近代中国外交史』ミネルヴァ書房、2019年
- 編著『交隣と東アジア　近世から近代へ』名古屋大学出版会、2021年
- 解説『3か国をつないでマスターする中国・朝鮮・日本の歴史』扶桑社ムック、2025年

### 校訂・訳註
- オウエン・ニッカーソン・デニー『清韓論』校訂・訳註、東北アジア文獻研究会〈東北アジア文獻研究叢刊 4〉、2010年。ISBN 978-4-915730-79-5。 - 英語併記。